# Prędocin (województwo opolskie)
Prędocin – wieś w Polsce położona w województwie opolskim, w powiecie brzeskim, w gminie Skarbimierz.
W latach 1975–1998 miejscowość położona była w województwie opolskim.

## Nazwa
W księdze łacińskiej Liber fundationis episcopatus Vratislaviensis (pol. Księga uposażeń biskupstwa wrocławskiego) spisanej za czasów biskupa Henryka z Wierzbna w latach 1295–1305 miejscowość wymieniona jest w zlatynizownej formie villa Prendoczino.

## Zabytki
Do wojewódzkiego rejestru zabytków wpisany jest:
- kościół ewangelicki, obecnie rzym.-kat. fil. pw. MB Częstochowskiej, szachulcowy, z l. 1655-56, XIX w., XX w. (nie istnieje)